# Arachis giacomettii
Arachis giacomettii är en ärtväxtart som beskrevs av Antonio Krapovickas och Al. Arachis giacomettii ingår i släktet jordnötter, och familjen ärtväxter. Inga underarter finns listade i Catalogue of Life.